# Th000
TH000（1989年3月20日—），本名黄翔，广东顺德人，中华人民共和国电竞选手。TH000是他的游戏ID，因为其ID有三个零，便有外号三蛋、蛋总、神蛋、猥瑣蛋、噁心蛋。在2009年获得IEF中国区冠军。2013年获得WCG中国区总决赛暨世界总决赛双料冠军。。